# Nová Ves (České Budějovice)
Nová Ves è un comune della Repubblica Ceca facente parte del distretto di České Budějovice, in Boemia Meridionale.